# Schismocarpus
Schismocarpus, biljni rod iz porodice Loasaceae, dio reda Cornales. Sastoji se od dvije vrsta epifita ili gomoljastih geofita, oboje meksički endemi iz Chiapasa i Oaxace
Rod je opisan u Contr. Gray Herb. 53: 61 (1918)

## Vrste
1. Schismocarpus matudae Steyerm.
2. Schismocarpus pachypus S.F.Blake